# Campeonato Moldavo de Futebol de 2016–17
O Campeonato Moldavo de Futebol 2016–17, conhecido também como Divizia Naţională, é a 26ª edição da liga de futebol de maior escalão da Moldávia.
O FC Ungheni terminou a Divisão A Moldava de 2015–16 em segundo lugar e subiu para a liga principal.

## Transmissões televisivas
Na Moldávia, todos os jogos são transmitidos pela TV Moldova 1.

## Participantes
| Clube              | Cidade         | Estádio                       | Lotação | 2015–16 | Treinador           |
| ------------------ | -------------- | ----------------------------- | ------- | ------- | ------------------- |
| Academia           | Chișinău       | Stadionul CPSM                | 1,000   | 9º      | Yuriy Hroshev       |
| Petrocub           | Sărata-Galbenă | Stadionul Orăşenesc Hîncești  | 1,500   | 8º      | Eduard Blănuță      |
| Dacia Chișinău     | Chișinău       | Stadionul Moldova (Speia)     | 8,550   | 2º      | Veaceslav Semionov  |
| Dinamo-Auto        | Tiraspol       | Dinamo-Auto Stadium           | 3,525   | 5º      | Nicolae Mandrîcenco |
| Milsami            | Orhei          | CSR Orhei                     | 2,539   | 6º      | Vladimir Veber      |
| Zaria              | Bălţi          | Olimpia Bălți Stadium         | 5,953   | 4º      | Serhiy Zaytsev      |
| Saxan              | Ceadîr-Lunga   | Ceadîr-Lunga Stadium          | 2,000   | 10º     | Nicolae Panu        |
| Sheriff            | Tiraspol       | Sheriff Stadium               | 13,460  | 1º      | Zoran Vulić         |
| Speranţa Nisporeni | Nisporeni      | Stadionul Orăşenesc Nisporeni | 8,000   | 7º      | Cristian Efros      |
| Ungheni            | Ungheni        | Stadionul Orăşenesc Nisporeni | 8,000   | A-2º    | Vadim Boreț         |
| Zimbru Chișinău    | Chișinău       | Zimbru Stadium                | 10,600  | 3º      | Veaceslav Rusnac    |

## Classificação
| Pos | Equipe      | Pts | J  | V  | E  | D  | GP | GC | SG  | Classificação ou descenso                           |
| --- | ----------- | --- | -- | -- | -- | -- | -- | -- | --- | --------------------------------------------------- |
| 1   | Sheriff (C) | 69  | 30 | 22 | 3  | 5  | 71 | 15 | +56 | 2ª Pré-Eliminatória da Liga dos Campeões de 2017–18 |
| 2   | Dacia       | 69  | 30 | 22 | 3  | 5  | 54 | 15 | +39 | 1ª Pré-Eliminatória da Liga Europa de 2017–18       |
| 3   | Milsami     | 68  | 30 | 22 | 2  | 6  | 57 | 20 | +37 | 1ª Pré-Eliminatória da Liga Europa de 2017–18       |
| 4   | Zaria       | 65  | 30 | 20 | 5  | 5  | 56 | 21 | +35 | 1ª Pré-Eliminatória da Liga Europa de 2017–18       |
| 5   | FC Zimbru   | 46  | 30 | 13 | 7  | 10 | 32 | 29 | +3  |                                                     |
| 6   | Petrocub    | 34  | 30 | 8  | 10 | 12 | 31 | 38 | −7  |                                                     |
| 7   | Speranta    | 29  | 30 | 7  | 8  | 15 | 24 | 35 | −11 |                                                     |
| 8   | Academia    | 27  | 30 | 8  | 3  | 19 | 21 | 52 | −31 | Dissolvido                                          |
| 9   | Dinamo-Auto | 23  | 30 | 5  | 8  | 17 | 31 | 58 | −27 |                                                     |
| 10  | Saxan (R)   | 19  | 30 | 5  | 4  | 21 | 23 | 57 | −34 | Despromoção à Moldávio "A" divisão                  |
| 11  | Ungheni (R) | 17  | 30 | 4  | 5  | 21 | 19 | 79 | −60 | Despromoção à Moldávio "A" divisão                  |

## Estatísticas

### Artilharia
Atualizado em 19 de janeiro de 2017.
| Pos. | Jogador           | Equipe         | Gols |
| ---- | ----------------- | -------------- | ---- |
| 1    | Josip Brezovec    | Sheriff        | 9    |
| 2    | Maksim Feshchuk   | Dacia Chișinău | 7    |
| 2    | Viorel Primac     | FC Ungheni     | 7    |
| 4    | Gheorghe Andronic | Milsami        | 6    |
| 4    | Igor Banović      | Milsami        | 6    |

### Hat-tricks
| Jogador         | Para           | Contra     | Resultado | Data                 | Ref.  |
| --------------- | -------------- | ---------- | --------- | -------------------- | ----- |
| Maksym Feshchuk | Dacia Chișinău | FC Ungheni | 3–0       | 1 de outubro de 2016 | [ 2 ] |